# Men's Digger
『men's Digger』（メンズディガー）はギャル男、お兄系などの服装を紹介する男性ファッション雑誌。フェミワイルドな男性ファッションを紹介している。通称は「メンディグ」。プロデューサーは真樹京介。編集長は山田ゴメス。株式会社コアマガジンより発行されていた。4号で休刊。

## 概説
「NEO-ネオ-お兄系」というスタイルを提案し男性のためのファッション&カルチャー全てを扱うお兄系マガジン。
創刊号の表紙はリア・ディゾンが飾った。新しい試みとして歌舞伎町のホスト達をファッションモデルとして起用し、彼らのライフスタイルからプライベートまでを公開している。

## 誌面のキーワード
フェミワイルド
Men's Digger 編集者が考案した造語。フェミニンなのにワイルド、という相反する資質を兼ね備えた男性ファッションのこと。「モテるより愛されろ」という女性ファッション誌的キャッチコピー。

## 連載コーナー
ファッション関係の記事を中心に以下のような企画が毎月、連載されている。
今月のメンディグHOT news
毎号、各ブランドの新作アイテムを紹介するコーナー。
Street Snap Battle
街で編集部が撮影したオシャレな人たちのストリートスナップ。
VANQUISH 石川涼のいっせ～の!!
日本のドメスティックブランドVANQUISH社長石川涼のコラム。
カリスマホスト真樹京介のモテちゃうんだからしょ～がないっしょ!!
プロデューサー真樹京介が読者の悩み相談に乗ったり、人生訓について語るコーナー。
ディグモ@フィーチャー
毎号、men's Diggerのファッションモデルの一人に密着しライフスタイルを公開したりインタビューするコーナー。
Diggモがモノ申す!
men's Diggerのファッションモデルたちに一つのテーマについて語らせるコーナー。
men's Diggerインフォメーション
ファッションブランド関係のニュースや話題などを紹介するコーナー。
押忍! 魁Digger部!
モデル、読者、編集部が交流するページ。
ショップリスト
その号に掲載されたショップのリスト。
しのぶ先生の九星占い
運勢占いのコーナー。

## 主な掲載ブランド
- FUGA
- JACKROSE
- Buffalo Bobs
- VANQUISH
- SILVER BULLET
- Roi Franc
- JET FIELD
- eight by
- Diavlo
- Xfrm

上記以外にも日本のドメスティックブランドを中心に多数のメンズファッションブランドが紹介されている。